# Бейнбридж (селище, Нью-Йорк)
Бейнбридж (англ. Bainbridge) — селище (англ. village) в США, в окрузі Ченанго штату Нью-Йорк. Населення — 1251 особа (2020).

## Географія
Бейнбридж розташований за координатами 42°18′6″ пн. ш. 75°28′46″ зх. д. / 42.30167° пн. ш. 75.47944° зх. д. (42.301754, -75.479481).  За даними Бюро перепису населення США в 2010 році селище мало площу 3,30 км², з яких 3,21 км² — суходіл та 0,09 км² — водойми. В 2017 році площа становила 3,51 км², з яких 3,40 км² — суходіл та 0,10 км² — водойми.

## Демографія
Згідно з переписом 2010 року, у селищі мешкало 1355 осіб у 589 домогосподарствах у складі 354 родин. Густота населення становила 411 осіб/км².  Було 647 помешкань (196/км²).
Расовий склад населення:
| - 97,7 % — білих - 0,3 % — азіатів - 0,2 % — чорних або афроамериканців - 0,1 % — корінних американців |

До двох чи більше рас належало 0,9 %. Частка іспаномовних становила 2,4 % від усіх жителів.
За віковим діапазоном населення розподілялося таким чином: 23,5 % — особи молодші 18 років, 60,6 % — особи у віці 18—64 років, 15,9 % — особи у віці 65 років та старші. Медіана віку мешканця становила 40,1 року. На 100 осіб жіночої статі у селищі припадало 93,3 чоловіків;  на 100 жінок у віці від 18 років та старших — 88,5 чоловіків також старших 18 років.
Середній дохід на одне домашнє господарство  становив 53 239 доларів США (медіана — 44 402), а середній дохід на одну сім'ю — 67 877 доларів (медіана — 54 236). Медіана доходів становила 41 875 доларів для чоловіків та 39 922 долари для жінок. За межею бідності перебувало 16,1 % осіб, у тому числі 17,4 % дітей у віці до 18 років та 8,8 % осіб у віці 65 років та старших.
Цивільне працевлаштоване населення становило 493 особи. Основні галузі зайнятості: освіта, охорона здоров'я та соціальна допомога — 28,0 %, виробництво — 14,4 %, роздрібна торгівля — 14,0 %.